# 新畿內亞虹銀漢魚
新畿內亞虹銀漢魚，為輻鰭魚綱銀漢魚目虹銀漢魚科的其中一種，分布於巴布亞紐幾內亞南部高地的Mendi及Kutubu湖流域，為熱帶魚類，體長可達9.3分，棲息在水質清澈的雨林溪流底中層水域，生活習性不明。

## 擴展閱讀
維基物種上的相關：新畿內亞虹銀漢魚